# Série de championnat de la Ligue américaine de baseball 1990
La Série de championnat de la Ligue américaine de baseball 1990 était la série finale de la Ligue américaine de baseball, dont l'issue a déterminé le représentant de cette ligue à la Série mondiale 1990, la grande finale des Ligues majeures.
Cette série quatre de sept débute le samedi 6 octobre 1990 et se termine le mercredi 10 octobre après quatre victoires consécutives des Athletics d'Oakland sur les Red Sox de Boston. 

## Équipes en présence
Les Athletics d'Oakland remportent pour la troisième année d'affilée le championnat de la division Ouest de la Ligue américaine. Ils gagnent plus de 100 matchs pour la seconde fois en trois ans, terminant la saison régulière 1990 avec un dossier victoires-défaites de 103-59, neuf parties devant leurs plus proches poursuivants, les White Sox de Chicago. C'est la première fois que les Athletics méritent trois fois de suite le titre de leur division depuis leurs cinq championnats consécutifs, un record de franchise, dans l'Ouest de l'Américaine de 1971 à 1975. Oakland est en route pour une troisième participation de suite à la Série mondiale, qu'ils ont d'ailleurs remportée en 1989.
Les Red Sox de Boston sont de leur côté champions de la division Est pour la deuxième fois en trois ans et la cinquième fois en cinq ans. Après avoir cédé le premier rang aux Blue Jays de Toronto en 1989, ils devancent cette fois ceux-ci par deux parties dans la course au championnat en 1990. Boston complète le calendrier régulier avec une fiche de 88-74, tandis que les Athletics dominent les majeures pour les victoires.
Il s'agit du troisième affrontement entre Oakland et Boston en séries éliminatoires. Après une victoire de 3-0 des Red Sox en Série de championnat 1975 (alors une série trois de cinq), les A's avaient balayé leurs adversaires en quatre matchs consécutifs en 1988.

## Déroulement de la série

### Calendrier des rencontres
| Match | Date       | Visiteur            | Hôte                | Score |
| ----- | ---------- | ------------------- | ------------------- | ----- |
| 1     | 6 octobre  | Athletics d'Oakland | Red Sox de Boston   | 9 - 1 |
| 2     | 7 octobre  | Athletics d'Oakland | Red Sox de Boston   | 4 - 1 |
| 3     | 9 octobre  | Red Sox de Boston   | Athletics d'Oakland | 1 - 4 |
| 4     | 10 octobre | Red Sox de Boston   | Athletics d'Oakland | 1 - 3 |

### Match 1
Samedi 6 octobre 1990 au Fenway Park, Boston, Massachusetts.
| Athletics d'Oakland | 0 | 0 | 0 | 0 | 0 | 0 | 1 | 1 | 7 | 9 | 13 | 0 |
| Red Sox de Boston | 0 | 0 | 0 | 1 | 0 | 0 | 0 | 0 | 0 | 1 | 5  | 1 |
| Lanceurs partants : OAK : Dave Stewart BOS : Roger Clemens Vic. : Dave Stewart (1-0) Déf. : Larry Andersen (0-1) HRs: BOS : Wade Boggs (1) |   |   |   |   |   |   |   |   |   |   |    |   |

### Match 2
Dimanche 7 octobre 1990 au Fenway Park, Boston, Massachusetts.
| Athletics d'Oakland | 0 | 0 | 0 | 1 | 0 | 0 | 1 | 0 | 2 | 4 | 13 | 1 |
| Red Sox de Boston | 0 | 0 | 1 | 0 | 0 | 0 | 0 | 0 | 0 | 1 | 6  | 0 |
| Lanceurs partants : OAK : Bob Welch BOS : Dana Kiecker Vic. : Bob Welch (1-0) Déf. : Greg Harris (0-1) Sauv. : Dennis Eckersley (1) |   |   |   |   |   |   |   |   |   |   |    |   |

### Match 3
Mardi 9 octobre 1990 au Oakland-Alameda County Coliseum, Oakland, Californie.
| Red Sox de Boston | 0 | 1 | 0 | 0 | 0 | 0 | 0 | 0 | 0 | 1 | 8 | 3 |
| Athletics d'Oakland | 0 | 0 | 0 | 2 | 0 | 2 | 0 | 0 | X | 4 | 6 | 0 |
| Lanceurs partants : BOS : Mike Boddicker OAK : Mike Moore Vic. : Mike Moore (1-0) Déf. : Mike Boddicker (0-1) Sauv. : Dennis Eckersley (2) |   |   |   |   |   |   |   |   |   |   |   |   |

### Match 4
Mercredi 10 octobre 1990 au Oakland-Alameda County Coliseum, Oakland, Californie.
| Red Sox de Boston | 0 | 0 | 0 | 0 | 0 | 0 | 0 | 0 | 1 | 1 | 4 | 1 |
| Athletics d'Oakland | 0 | 3 | 0 | 0 | 0 | 0 | 0 | 0 | X | 3 | 6 | 0 |
| Lanceurs partants : BOS : Roger Clemens OAK : Dave Stewart Vic. : Dave Stewart (2-0) Déf. : Roger Clemens (0-1) Sauv. : Rick Honeycutt (1) |   |   |   |   |   |   |   |   |   |   |   |   |

## Joueur par excellence
Le lanceur Dave Stewart, des Athletics d'Oakland, est nommé joueur par excellence de la Série de championnat 1990 de la Ligue américaine. Il est le lanceur gagnant dans les premier et dernier matchs de cette série contre Boston. En 16 manches de travail au monticule, il n'accorde que deux points mérités aux Red Sox, pour une moyenne de points mérités de 1,18.